# روبرت س. مورغان
روبرت س. مورغان (بالإنجليزية: Robert C. Morgan)‏ هو مؤرخ الفن وصحفي ومؤرخ أمريكي، ولد في 1943.